# أبو عمران الشيخ
أبو عمران الشيخ هو فيلسوف ومفكر إسلامي سني جزائري من مواليد مدينة البيض بجنوب غرب البلاد سنة 1924 موافق 1342-1343 هـ.

## سيرته الدراسية
درس أبو عمران الشيخ المرحلة الابتدائية بمسقط رأسه مدينة البيض (1934-1940) لينتقل بعد ذلك إلى مدينة وهران  حيث أتم دراسته الثانوية بها (1941-1944)، بعد تحصله على البكلوريا توجه نحو مدينة الجزائر العاصمة من أجل الدراسات عليا بكلية الآداب.
أتم دراسة ليسانس في الفلسفة سنة 1948 ثم ليسانس في الأدب 1954، ثم توجه نحو باريس أتم شهادة الدراسات المعمقة بجامعة السوربون سنة 1956 ثم تربص سنة بالمدرسة العليا للأساتذة بباريس 1956-1957.
عاد مرة أخرى لجامعة السوربون حيث نال شهادة دكتوراه دولة في الفلسفة  بدرجة مشرف جدا سنة 1974.

## سيرته المهنية
بدأ أبو عمران الشيخ سيرته المهنية مدرسًا بمدينة البيض ثم منها إلى مليانة ثم بوفاريك ثم الجزائر العاصمة وذلك في الفترة الممتدة بين 1945 و 1954 ثم أستاذًا بثانوية وهران 1957-1959 ثم إلتحق بالتعليم العالي بصفته أستاذًا للفلسفة بجامعة الجزائر 1965-1991.

## مناصب تقلدها
كفائته المهنية رشحته ليتم تعيينه مفتشًا للتعليم بمدينة مستغانم ثم وهران ثم الأغواط وذلك في الفترة الممتدة بين 1959 و 1962، بعد الاستقلال عين سنة 1962 مديرًا للتربية بمدينة الشلف ثم ملحقًا بديوان وزارة التربية بين سنتي 1963 و1965 ثم أمينًا عاما للجنة الوطنية لليونيسكو  سنة 1963.
شغل أبو عمران الشيخ منصب أمين عام لاتحاد نقابة المعلمين (1969-1975) ثم مستشارًا وطنيا في الثقافة 1990 ليتم تعيينه سنة 1991 وزيرًا للثقافة و الاتصال ثم بعدها رئيسًا لاتحاد الكتاب الجزائريين سنة (1995-1996)
كان رئيسًا للمجلس العلمي لمؤسسة الأمير عبد القادر للفترة الممتدة بين 1991 و1999 ثم نائبًا لرئيس نفس المؤسسة منذ 1999.
منذ 31 ماي 2001 وحتى وفاته في 12 ماي 2016 م شغل منصب رئيس المجلس الإسلامي الأعلى.